# Indie-Folk

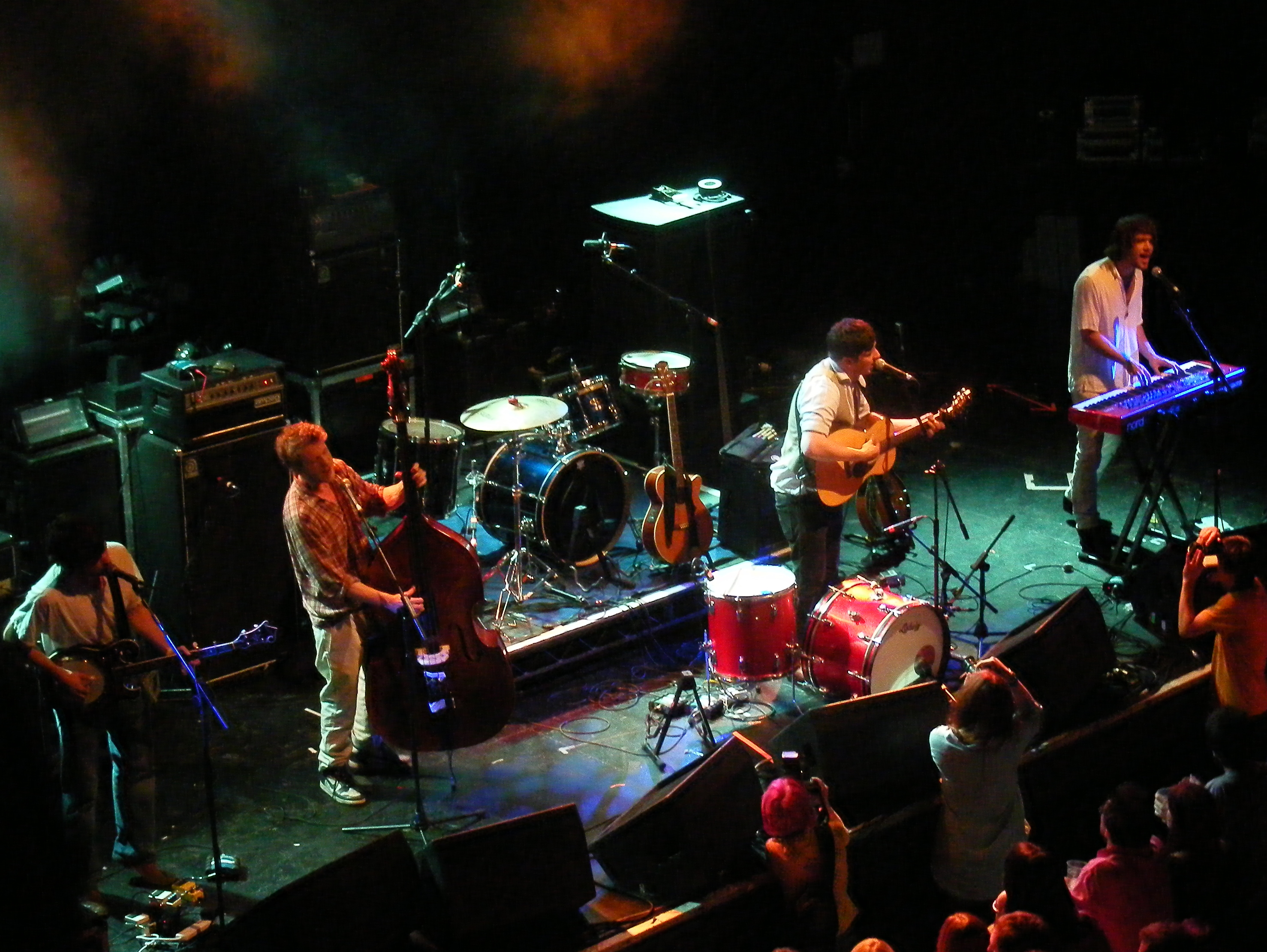
Mumford and Sons live

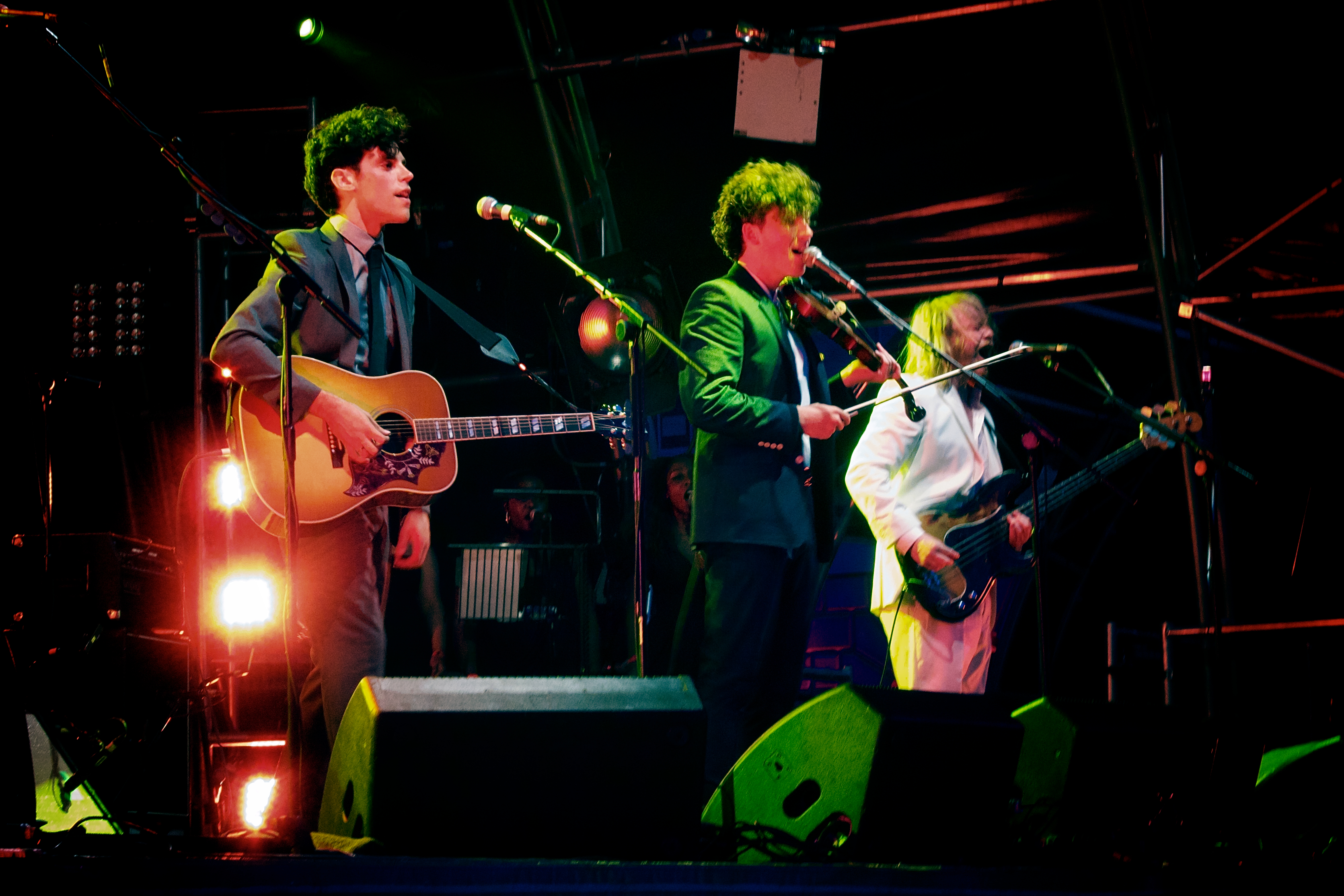
Noah and the Whale live

Der Indie-Folk ist eine Unterform der Musikrichtung Folk. Indie leitet sich dabei vom Musikstil Independent ab. Der Begriff Independent steht dabei nicht in erster Linie für die Abgrenzung vom Mainstream und dessen kommerziellen Ausrichtung, sondern geht mit der Vermischung verschiedener Stile und dem Rückgriff auf vorhandene Elemente besonders der Musikrichtung Folk einher. 

## Kennzeichen
Charakteristisch für das Genre sind eine relativ große Zahl an Bandmitgliedern, mehrstimmiger Gesang und kaum typische, aber meist akustische Instrumente. Die Texte weisen eine metaphernreiche und bildhafte Sprache auf. Dabei wird meist eine melancholische und ruhige Stimmung vermittelt. Der Indie-Folk weist prinzipiell Einflüsse aus dem Folk der 1950er bis 1970er, Folk-Rock und Indie-Rock sowie aus Low Fidelity, Country und zeitweise gar Folk-Punk auf. Es sind ebenfalls Parallelen zwischen Indie-Folk und New Weird America zu finden.
Man kann die Wurzeln des Indie-Folk bis in die 1990er Jahre zurückverfolgen, als bei Folksängern wie Ani DiFranco bei den musikalischen Einflüssen nicht mehr zwischen Alternative Rock und Folk unterschieden werden konnte. Andere Pioniere des Indie-Folk waren unter anderem Elliott Smith, Will Oldham, Lou Barlow und Jeff Buckley. Anfang des 21. Jahrhunderts gewann der Indie-Folk an Popularität, mehrere Vertreter des Genres erlangten überregionale Bekanntheit.
Einigen Künstlern des Indie-Folks wurde auch Mainstream-Erfolg zuteil, z. B. Mumford & Sons, Noah and the Whale, The Decemberists, Jeff Buckley.

## Vertreter (Auswahl)
- Adam Green
- Andrew Bird
- Band of Horses
- Beirut
- Bon Iver
- Bright Eyes
- Daughter
- Edward Sharpe and the Magnetic Zeros
- Elliott Smith
- Fleet Foxes
- Florence + the Machine
- Great Lake Swimmers
- Jeff Buckley
- Laura Marling
- Leslie Feist
- Lou Barlow
- Mighty Oaks
- Mumford & Sons
- Noah and the Whale
- Okkervil River
- Passenger
- Shake Shake Go
- She & Him
- Tango With Lions
- The Avett Brothers
- The Decemberists
- The Milk Carton Kids
- Villagers
- Will Oldham